# Estación Tornquist
Tornquist es una estación ferroviaria ubicada en la ciudad del mismo nombre, en el partido de Tornquist, Provincia de Buenos Aires, Argentina.

## Servicios
Por sus vías corren trenes de carga de la empresa Ferroexpreso Pampeano.

## Ubicación
Se encuentra a 599 km al sudoeste de la estación Constitución y se ubica en el extremo centro-oeste del tejido urbano de la ciudad.